# Magdalenehjemmet
Magdalenehjemmet på Jagtvej i København var en institution oprettet af Indre Mission i 1877 for at hjælpe såkaldte ”faldne kvinder” væk fra prostitution. Gennem "Foreningen til Ulykkelige Pigers Frelse" forsøgte Indre Mission at forandre kvindernes levevis ved praktisk arbejde og familiepleje, omend i begyndelsen med ringe held. Først, da institutionen fik en ny, ung forstanderinde Thora Esche, blev indsatsen en succes. Hun lagde vægt på, at kvinderne fik et opholdssted og socialt fællesskab, som de følte som deres hjem. Med tiden voksede behovet for større og bedre faciliteter, og i 1896 åbnede Skovtofte Magdalenehjem i Lyngby. 